# Johann Christian von Majer

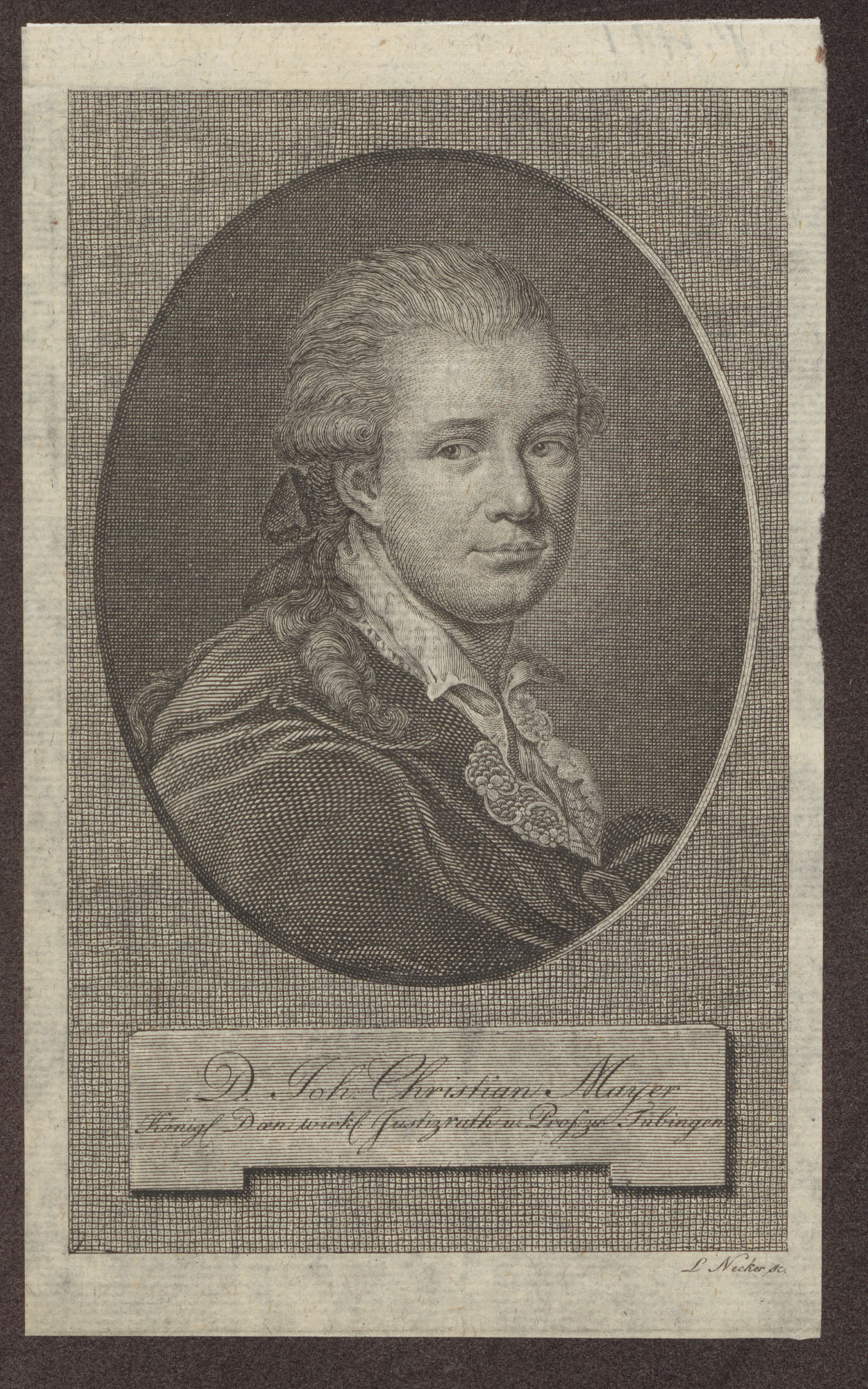
Johann Christian von Majer

Johann Christian Majer, ab 1808 von Majer (auch Mayer oder Maier; * 25. Dezember 1741 in Ludwigsburg; † 3. März 1821 in Tübingen), war ein deutscher Rechtswissenschaftler und Hochschullehrer.

## Leben
Majer war Sohn des Architekten Georg Friedrich Majer. Er besuchte die Klosterschulen von Denkendorf und Maulbronn, bevor er am Tübinger Stift aufgenommen wurde und das Studium der Theologie und Philosophie an der Universität Tübingen begann. 1762 erhielt er die Magisterwürde der Philosophie, anschließend widmete er sich bis 1765 weiter dem Studium der Theologie, bevor er Vikar in Auerbach wurde. Danach begleitete er als Hofmeister zwei Mitglieder des Hauses Woellwarth an die Universität Jena.
Majer wurde 1771 an der Jenaer Universität mit der Disputation De statuum imperii R. G. iure reformandi zum Dr. iur. utr. promoviert. 1771 oder 1772 erhielt er an der dortigen Universität eine Stellung als außerordentlicher Professor der Philosophie. Als solcher wurde er 1772 Lehrer für Staatsrecht und Reichsgeschichte am herzoglichen Haus Sachsen-Weimar. 1776 folgte er einem Ruf als Professor der Rechte an die Universität Kiel. In Kiel wurde er zudem dänischer Justizrat.
Majer verblieb nur für etwa zwei Jahre in Kiel. 1778 folgte er einem weiteren Ruf an seine Heimatuniversität in Tübingen. Dort erhielt er einen Lehrstuhl für das Lehnrechtswesen und das Staatsrecht. In seiner Tübinger Zeit hatte er fünfmal das Rektorat der Universität inne: 1783, 1790/1791, 1795/1796, 1802/1803 sowie 1806/1807. Am 4. Februar 1808 wurde ihm, mittlerweile auch mit dem Grad eines Dr. phil. ausgezeichnet, das Ritterkreuz des königlichen Civil-Verdienst-Ordens verliehen. Damit einher ging seine Nobilitierung. 1819 erfolgte seine Emeritierung.

## Werke (Auswahl)
- Teutsches Geistliches Staatsrecht, 2 Bände, Meyer, Lemgo 1773.
- Teutsches weltliches Staatsrecht, 3 Bände, Weigand, Leipzig 1775–1776.
- Allgemeine Einleitung in Privat-Fürstenrecht überhaupt, Heerbrandt, Tübingen 1783.
- Deutsche Staatskonstitution, 2 Bände, Bohn, Hamburg 1800.
- System der Staats-Regierung im Grundriße, Hof 1803.
- Teutsche Erbfolge sowohl überhaupt, als insbesondere in Lehen- und Stammgütern, Franz Christian Löflund, Stuttgart 1804 sowie 3 Fortsetzungsbände bis 1808.